# Thryssa rastrosa
Thryssa rastrosa ist eine überwiegend im Süßwasser lebende Fischart aus der Familie der Sardellen. Sie kommt ausschließlich im Gebiet des Fly-Flusssystems im südlichen Neuguinea vor.

## Merkmale
Der Schwarmfisch erreicht eine Standardlänge von bis zu 12 Zentimetern. Der Körper ist silberfarbig. Die Rückenflossen werden von 12–13, Die Afterflosse von 33–36 und die Brustflossen von 13 Flossenstrahlen aufgespannt. Die Anzahl der bauchseitigen, gekielten Schuppen vom Hals bis zum Anus beträgt 27–30. Die Anzahl der Kiemenreusendornen des unteren Kiemenbogens beträgt 55–61.

## Verbreitung und Lebensweise
Thryssa rastrosa kommt im südlichen Zentral-Neuguinea vor und ist dort im Fly-Strickland-Flusssystem einschließlich Lake Murray endemisch. Die Fische leben in den trüben Fließrinnen der großen Flüsse, in Seen und Altwassern im Tiefland, sind aber auch im Oberlauf des Fly (bis zu 860 km von der Mündung stromaufwärts) gesichtet worden.
Die Fische filtern ihre Nahrung aus dem Wasser, d. h., sie ernähren sich von Plankton, wie beispielsweise Ruderfußkrebsen.